# Coolaney
Coolaney (iriska: Cúil Áine) är en ort i republiken Irland.   Den ligger i grevskapet Sligo och provinsen Connacht, i den norra delen av landet, 180 km nordväst om huvudstaden Dublin. Coolaney ligger 59 meter över havet och antalet invånare är 866.
Terrängen runt Coolaney är platt åt sydost, men åt nordväst är den kuperad. Runt Coolaney är det glesbefolkat, med 15 invånare per kvadratkilometer. Närmaste större samhälle är Sligo, 13,2 km nordost om Coolaney. Trakten runt Coolaney består i huvudsak av gräsmarker.